# Juarezão
Juarez Carlos de Lima Oliveira (Luziânia, 12 de agosto de 1962 – Brazlândia, 21 de junho de 2019) foi um servidor público e político brasileiro. Integrou a Câmara Legislativa do Distrito Federal durante sua sétima legislatura, de 2015 a 2019.

## Biografia
Goiano, Juarezão se tornou morador da capital federal ainda durante a infância. Em 1982, começou a trabalhar como técnico administrativo, vinculado à Secretaria de Estado de Saúde. Em Brazlândia, administrou um centro de saúde e na região formou sua base eleitoral. Também trabalhou como assessor de gabinete da administração regional de Brazlândia e a assessor especial do governador.
Juarezão concorreu pela primeira vez à Câmara Legislativa na eleição de 2006. Era filiado ao Partido da Mobilização Nacional (PMN) e, com 3.034 votos (0,23%), não foi eleito. No pleito seguinte, também não logrou êxito, com 7.205 votos (0,51%). Foi eleito para seu primeiro mandato parlamentar em 2014, com 15.923 votos (1,04%). Na época, estava filiado ao Partido Renovador Trabalhista Brasileiro (PRTB).
No decorrer da sétima legislatura, Juarezão foi eleito corregedor. Em 2015, migrou para o Partido Socialista Brasileiro (PSB). Em 2016, foi eleito vice-presidente da Câmara Legislativa por unanimidade, substituindo Liliane Roriz, que renunciou. Um dia após ser eleito vice-presidente, assumiu a presidência da casa, em caráter interino, após a Justiça afastar Celina Leão do cargo.
Juarezão concorreu à reeleição em 2018, pelo PSB. Não foi reeleito, alcançando 7.102 votos, ou 0,48%.
Em 2019, Juarezão morreu vítima de um acidente de trânsito, ocorrido na BR-080, em Brazlândia. Chegou a ser socorrido ao Hospital de Base, mas não resistiu aos ferimentos causados em decorrência da colisão com um caminhão e morreu no pronto-socorro do hospital. Líderes políticos, como o governador em exercício Paco Britto e a senadora Leila Barros, lamentaram sua morte.